# Katarzyna Kozyra
Katarzyna Kozyra (Warschau, 1963) is een Pools videokunstenares. Ze staat bekend om haar controversiële kunstwerken.

## Leven
Kozyra studeerde van 1985 tot en met 1988 Germanistiek aan de Universiteit van Warschau. In 1993 behaalde ze haar diploma aan de Academie voor Schone Kunsten in Warschau, waar ze zich specialiseerde in sculpturen. Tegelijkertijd studeerde ze aan de Hochschule für Graphik und Buchkunst in Leipzig. In 1997 ontving Kozyra een Paszport Polityki-award voor meest beloftevolle artieste in Polen. Sindsdien is ze op internationaal vlak beginnen te exposeren, zoals op de Brown-universiteit en Carnegie International in de Verenigde Staten.
In 1999 was haar kunst onderdeel van een censuurincident in Polen. In 2000 werd haar portretfoto van Slawomir Belina op een expositie in Warschau bekritiseerd omwille van de erotische tint: zijn anus was prominent in beeld. In 2003 ontving Kozyra een beurs van de Deutscher Akademischer Austauschdienst, waarmee ze een nieuwe vorm performancekunst heeft ontwikkeld, voorzien van operazang.
In 1999 vertegenwoordigde Kozyra Polen op de 48e editie van de Biënnale van Venetië. Ze won een prijs voor haar video-installatie Men’s Bathhouse. In september 2011 ontving ze een beurs van het Poolse Ministerie van Cultuur en Nationaal Erfgoed.

## Kunst
In 1993 studeerde ze af op het werk Pyramid of Animals. Het stuk zorgde al snel voor een gewelddadige controverse in Polen, omdat het bestond uit lichaamsonderdelen van dieren en opgezette dierenlijken van paarden, katten, honden en een haan, vergezeld van een video waarin te zien was hoe een paard werd vermoord. Het stuk werd muzikaal begeleid door De Bremer stadsmuzikanten en beeldt uit hoeveel mensen het doden van dieren voor vleesconsumptie normaal vinden. Van het werk werd ook gezegd dat het niet zomaar werk over dieren, maar werk over de dood en moord is en hoe deze een grotere rol spelen in de hedendaagse cultuur. Hierdoor kwam Kozyra te boek te staan als controversieel artieste. Ook haar latere werk bleef niet onbesproken: Blood Relationship (1995), Olympia (1996), Bathhouse (1997) en Men’s Bathhouse (1999) zorgden allen voor controverses.
In Olympia (1996) beeldde Kozyra zowel haar strijd tegen kanker uit als het taboe op naakte vrouwen. Hiervoor zette ze het werk Olympia van Édouard Manet uit 1863 naast haar eigen lichaam, dat de gevolgen van chemotherapie had ondervonden. Bijgevoegd was een video van haar therapie. Het werk was bedoeld als protest in de strijd tegen sociale onzichtbaarheid.
In Bathhouse (1997) toonde Kozyra hoe vrouwen er echt uitzien als niemand kijkt en ze zich niet opmaken om mooi te willen zijn. Hiervoor maakte Kozyra gebruik van een verborgen videocamera, wat voor de nodige ophef zorgde. Rembrandt van Rijn en Jean Ingres werden aan het begin en einde van de video getoond.
In Men’s Bathhouse (1999) werd getoond hoe Kozyra een mannelijk badhuis betrad, voorzien van een namaakpenis om haar middel en een handdoek over haar schouders en borsten.
The Rite of Spring (1999–2002) was een video-installatie, geïnspireerd door de choreografie van Igor Stravinsky's gelijknamige ballet uit 1913. Kozyra zette voormalige dansers van het Pools Nationaal Ballet in die niet meer in staat waren om er hun brood mee te verdienen. Ze fotografeerde de dansers liggend op de grond in allerlei verschillende posities en plakte dit aan elkaar om een danseffect te creëren.
Sinds 2003 werkt Kozyra aan de kunstserie In Art Dreams Become True, een serie bestaande uit visuele kunst, muziek en optredens. Ieder onderdeel wordt uitgebracht als een op zichzelf staand iets, maar de bedoeling is om alles uiteindelijk te combineren tot een film. In het werk staat Kozyra centraal, die bedrogen wordt terwijl ze haar droom van operazangeres en een echte vrouw worden probeert na te jagen.